# Plenette Pierson
Pour les articles homonymes, voir Pierson.
Plenette Pierson, née le 31 août 1981 à Houston, Texas, est une joueuse américaine de basket-ball, double championne WNBA. Elle joue au poste d'ailière.

## Biographie
Pierson évolue en NCAA avec les Red Raiders de Texas Tech. Elle sort diplômée de l'université Texas Tech en 2003. Elle est sélectionnée au 4e rang de la draft WNBA 2003 par le Mercury de Phoenix. En 2005, elle est transférée au Shock contre Andrea Stinson et un second tour de draft. Pierson remporte deux titres de champions avec le Shock de Détroit, en 2006 et 2008. Lors de la saison 2007, Pierson a remporté le premier trophée de meilleure sixième femme de la WNBA décernée par la WNBA avec des moyennes de 11,6 points, 5,8 rebonds et 1,7 passe décisive. En 2009, une blessure au coude la prive de presque toute sa saison. Elle est épaulée par l'entreîneuse adjointe du Shock Cheryl Reeve qu'elle retrouvera au Lynx des années plus tard.
Après deux saisons et demie à Phoenix, elle en passe cinq au Shock de Détroit où elle gagne deux titres de championne (2006 et 2008) en apportant une efficace contribution du banc et une rudesse physique qui l'a amené à être impliquée dans quelques bagarres : lors des Finales 2007 face à Penny Taylor puis en 2008 avec Candace Parker. À quelques secondes de la fin de la rencontre, elle tombe lors du rebond disputé avec Candace Parker, sur laquelle elle marche, laquelle la pousse et la frappe en retour. Elle fait partie des rares joueuses présentes à Détroit qui font le trajet jusque Tulsa, mais elle n'y joue que huit matches officiels pour avant d'être transférée à New York. Le Liberty acquiert les droits de Plenette Pierson, qui souhaitait quitter Tulsa, en échange de Tiffany Jackson en juin 2010, contribuant derrière Janel McCarville à la bonne fin de saison de sa nouvelle franchise.
Plenette Pierson joue également dans les championnats européens hors de la saison WNBA, étant notamment championne d'Israël avec le Maccabi Ashdod, en inscrivant 15,3 points, 8 rebonds et 3,8 passes décisives. À l'été 2012, elle rejoint le champion de Slovaquie, Košice. Elle y joue deux saisons, la dernière étant écourtée par une blessure au genou pour des statistiques de 15,6 points, 5,7 rebonds, 2,6 passes décisives en neuf rencontres de Ligue d'Europe centrale et 17,5 points et 7,0 rebonds en six rencontres d'Euroligue. Elle signe pour 2014-2015 avec le club italien de Virtus Eirene Raguse.
Agent libre au terme de la saison WNBA 2014, elle est engagée par le Shock pour une franchise où elle était des titres de 2006 et 2008 et des premiers matches de la relocalisation à Tulsa (8 matches). Son physique et son expérience répondent aux attentes puisqu'après quelques rencontres, elle est troisième de son équipe au temps de jeu (26,8) et à la marque (14,8 points). Ces performances lui valent une toute première sélection au WNBA All-Star Game 2015 alors qu'elle dispute sa 13e saison WNBA. Ses 12,9 points à Tulsa mettent en lumière celle qui a souvent travaillé dans l'ombre pour la réussite de ses précédentes équipes. Dès la saison WNBA 2015, elle enrichit son jeu en recourant beaucoup plus fréquemment au tir à trois points, avec une réussite de 35% sur les saisons 2015 et 2016. Dure au mal, défenseuse physique, elle aime poser des écrans pour mettre en valeur ses coéquipières
. Vétéran d'une équipe jeune, elle lui apporte son expérience et son énergie. Selon coach Fred Williams, « Elle a vraiment pris l'équipe sous son aile et s'est battue à tous les aspects. Elle a soudé tout le monde. Je n'aurais pas pu choisir une meilleure personne pour nous aider à progresser. » Avec elle, le Shock dispute pour la première fois les play-offs à Tulsa, marqué une défaite au premier tour face au Mercury de Phoenix. Pierson est fière du parcours de son équipe peu épargnée par les forfaits et les blessures : « Nous avons eu une grande saison cette année. Je crois que nous avons donné tort à beaucoup de gens. Nous avons cru en nous et nous avons grandi ensemble comme groupe. Ce soir nous n'avons pas échoué. »
Pour 2015-2016, elle s'engage en ligue sud-coréenne avec Guri KDB Life Winnus et les KB Stars l'année suivante.
Alors qu'elle entendait d'abord mettre un terme à sa carrière en 2016, désireuse de briguer un troisième titre, elle s'engage en février 2017 avec le finaliste du dernier championnat, le Lynx du Minnesota, où elle retrouve Cheryl Reeve, entraîneuse assistante à l'époque où elle jouait à Détroit et Jia Perkins une de ses coéquipières à Texas Tech. Fin août 2017, elle annonce qu'elle mettra un terme à sa carrière à la fin de la cette saison WNBA. Le Lynx remporte les Finales WNBA 2017 par trois victoires à deux contre les Sparks de Los Angeles, ce qui permet au club du Minnesota d'égaler le record des quatre titres des Comets de Houston. Elle prend ensuite sa retraite sportive.

## Palmarès
- Coupe de Pologne: 2013[27]
- Championne de la WNBA 2006, 2008[23] et 2017[25].

## Distinctions personnelles
- Meilleure sixième femme de la saison WNBA 2007[28]
- Sélection au WNBA All-Star Game 2015[19]